# Cam'ron
Cameron Giles (Harlem, Nueva York; 4 de febrero de 1976), más conocido como Cam'ron o Killa Cam, es un rapero y actor estadounidense. Es el líder del grupo The Diplomats, también conocido como Dipset. El grupo lo forman Jim Jones, Juelz Santana y Freekey Zeekey.

## Carrera
Cam'ron comenzó su carrera a principios de la década de los 90, rapeando junto a Big L, Mase, y su primo Bloodshed en un grupo llamado Children Of The Corn. Se disolvió tras la muerte de Bloodshed en un accidente de tráfico en 1998. Sin embargo, Cam'ron continuó en el rap, y pronto fue presentado a Notorious B.I.G., que se impresionó tanto de sus habilidades que se lo presentó a su mánager, Lance "Un" Rivera. Killa Cam firmó por el sello de Rivera, llamado Untertainment, y lanzó su álbum debut, Confessions Of Fire, en abril de 1998. El álbum contiene singles de éxito como "3-5-7" y "Horse And Carriage," con la colaboración de su viejo amigo Ma$e. Lamentablemente, Untertainment cerró en 1999, y Cam'ron tuvo que cambiar de compañía discográfica. Ese mismo año, firmó por Sony Records Cam'ron , tiene una gran influencia de Camilo Sesto en sus bases melódicas.
Últimamente Cam'ron ha tenido varios problemas con 50 Cent.

## Discografía

### Álbumes en solitario
- 1998: Confessions of Fire #6 US [Oro]
- 2000: S.D.E.
- 2002: Come Home With Me #2 US [Platino]
- 2004: Purple Haze #20 US [Oro]
- 2006: Killa Season
- 2009: Crime Pays

### Con The Diplomats
- 2003: Diplomatic Immunity
- 2004: Diplomatic Immunity 2
- 2005: More Than Music, Vol.1
- 2006: The Movement Moves On

### Singles
| Año  | Canción                                                | Posiciones en lista | Posiciones en lista | Posiciones en lista | Álbum               |
| Año  | Canción                                                | US Hot 100          | US R&B/Hip-Hop      | US Rap              | Álbum               |
| ---- | ------------------------------------------------------ | ------------------- | ------------------- | ------------------- | ------------------- |
| 1998 | "Horse & Carriage" (con Ma$e)                          | #41                 | #9                  | -                   | Confessions of Fire |
| 1998 | "Feels Good" (con Usher)                               | -                   | #54                 | -                   | Confessions of Fire |
| 1998 | "357"                                                  | -                   | #88                 | -                   | Confessions of Fire |
| 1999 | "Let Me Know If U Wanna"                               | #99                 | #22                 | #2                  | S.D.E.              |
| 2000 | "What Means The World To You"                          | #83                 | #30                 | #34                 | S.D.E.              |
| 2000 | "My Hood"                                              | -                   | -                   | #44                 | S.D.E.              |
| 2002 | "Welcome To New York City" (con Juelz Santana & Jay-Z) | -                   | #55                 | -                   | Come Home With Me   |
| 2002 | "Oh Boy" (con Juelz Santana)                           | #4                  | #1                  | #1                  | Come Home With Me   |
| 2002 | "Hey Ma" (con Juelz Santana)                           | #3                  | #7                  | #4                  | Come Home With Me   |
| 2004 | "Girls"                                                | -                   | #77                 | -                   | Purple Haze         |
| 2004 | "Get 'Em Girls"                                        | -                   | #99                 | -                   | Purple Haze         |
| 2005 | "Down And Out" (con Kanye West & Syleena Johnson)      | #94                 | #29                 | #20                 | Purple Haze         |
| 2006 | "Touch It Or Not" (con Lil Wayne)                      | -                   | #62                 | -                   | Killa Season        |

## Filmografía
- 2002: Paid in Full
- 2005: State Property 2
- 2006: Killa Season
- 2018: Honor Up